# Antrim (district)
Antrim is een voormalig district in Noord-Ierland. Het is sinds 2015 deel van het district Antrim and Newtownabbey.
Antrim telde in 2007 52.600 inwoners. De oppervlakte bedraagt 577 km², de bevolkingsdichtheid is 91,2 inwoners per km².
Van de bevolking is 56,7% protestant en 38,6% katholiek.
Antrim · Ards · Armagh · Ballymena · Ballymoney · Banbridge · Belfast · Carrickfergus · Castlereagh · Coleraine · Cookstown · Craigavon · Derry (Londonderry) · Down · Dungannon en South Tyrone · Fermanagh · Larne · Limavady · Lisburn · Magherafelt · Moyle · Newry and Mourne · Newtownabbey · North Down · Omagh · Strabane